# 2007年の音楽
2007年の音楽（2007ねんのおんがく）では、2007年の音楽分野に関する動向をまとめる。
2006年の音楽-2007年の音楽-2008年の音楽

## 概要
- 2007年年間ランキングではロック・ポップスによるミリオンヒットは生まれず、ミリオンセラーがこの年に発売した曲ではない秋川雅史の『千の風になって』というクラシック系楽曲だった。一方で宇多田ヒカルの『Flavor Of Life』が700万ダウンロードを突破するなど、CD購入からより安価で手軽な音源データのみの購入へと移行していった。
- ミリオンセラーはシングル1作、アルバム2作。
- KAT-TUNを筆頭にジャニーズ勢が軒並みヒット。TOP50に入っている殆どのジャニーズ作品が1位を獲得している。
- 前年のベストアルバム、コラボレートを含めコブクロ作品がヒットした。
- 宇多田ヒカルがシングルでは、2003年以来、4年ぶりにTOP10にランクインした。

## 洋楽シングル
- アリシア・キーズ : ノー・ワン
- エイミー・ワインハウス : Rehab
- アブリル・ラヴィーン : ガールフレンド
- ビヨンセ & シャキーラ : Beautiful Liar
- Britney Spears: Gimme More
- Chris Brown & T-Pain: Kiss kiss
- Colbie Caillat: Bubbly
- Fall Out Boy : This Ain't a Scene, It's an Arms Race
- ファーギー : Big Girls Don't Cry
- Gwen Stefani & Akon : The Sweet Escape
- James Blunt : 1973
- Justin Timberlake : What Goes Around... Comes Around
- Linkin Park : What I've Done

## 洋楽アルバム
- エイミー・ワインハウス : Back to Black|Back to black
- Arcade Fire : Neon Bible
- Arctic Monkeys : Favourite Worst Nightmare
- Avril Lavigne : The Best Damn Thing|The best damn thing
- Bon Jovi : Lost Highway
- Bruce Springsteen : Magic
- Celine Dion : Taking Chances
- Chris Daughtry : Daughtry
- イーグルス : Long Road Out of Eden
- Fall Out Boy : Infinity on High
- Foo Fighters : Echoes, Silence, Patience and Grace
- High School Musical 2
- James Blunt : All the Lost Souls|All the lost souls
- Josh Groban : Noel

## 邦楽シングル年間TOP50
※集計期間 2006年12月25日付 - 2007年12月17日付
集計会社 オリコン
- 1位 秋川雅史：「千の風になって」
- 2位 宇多田ヒカル：「Flavor Of Life」
- 3位 コブクロ：「蕾（つぼみ）」
- 4位 嵐：「Love so sweet」
- 5位 KAT-TUN：「Keep the faith」
- 6位 KAT-TUN：「喜びの歌」
- 7位 桑田佳祐：「明日晴れるかな」
- 8位 Mr.Children：「旅立ちの唄」
- 9位 関ジャニ∞：「関風ファイティング」
- 10位 NEWS：「weeeek」
- 11位 絢香×コブクロ：「WINDING ROAD」
- 12位 Mr.Children：「フェイク」
- 13位 NEWS：「星をめざして」
- 14位 Hey! Say! JUMP：「Ultra Music Power」
- 15位 嵐：「Happiness」
- 16位 BUMP OF CHICKEN：「花の名」
- 17位 EXILE：「Lovers Again」
- 18位 関ジャニ∞：「ズッコケ男道」
- 19位 B'z：「SUPER LOVE SONG」
- 20位 宇多田ヒカル：「Beautiful World／Kiss & Cry」
- 21位 KinKi Kids：「永遠に」
- 22位 関ジャニ∞：「イッツ マイ ソウル」
- 23位 KinKi Kids：「BRAND NEW SONG」
- 24位 GReeeeN：「愛唄」
- 25位 BUMP OF CHICKEN：「メーデー」
- 26位 B'z：「永遠の翼」
- 27位 嵐：「We can make it!」
- 28位 Hey! Say! 7：「Hey! Say!」
- 29位 倖田來未：「FREAKY」
- 30位 コブクロ：「蒼く 優しく」
- 31位 Mr.Children：「しるし」
- 32位 桑田佳祐：「風の詩を聴かせて」
- 33位 L'Arc〜en〜Ciel：「DAYBREAK'S BELL」
- 34位 GLAY：「100万回のKISS」
- 35位 YUI：「Rolling star」
- 36位 YUI：「CHE.R.RY」
- 37位 DREAMS COME TRUE：「ア・イ・シ・テ・ルのサイン 〜わたしたちの未来予想図〜」
- 38位 大塚愛：「PEACH／HEART」
- 39位 浜崎あゆみ：「glitter／fated」
- 40位 泉こなた（平野綾）、柊かがみ（加藤英美里）、柊つかさ（福原香織）、高良みゆき（遠藤綾）：「もってけ! セーラーふく」
- 41位 ケツメイシ：「聖なる夜に／冬物語」
- 42位 ORANGE RANGE：「イケナイ太陽」
- 43位 おしりかじり虫：「おしりかじり虫」
- 44位 KAT-TUN：「僕らの街で」
- 45位 L'Arc〜en〜Ciel：「MY HEART DRAWS A DREAM」
- 46位 テゴマス：「キッス 〜帰り道のラブソング〜」
- 47位 水森かおり：「ひとり薩摩路」
- 48位 安室奈美恵：「Baby Don't Cry」
- 49位 L'Arc〜en〜Ciel：「SEVENTH HEAVEN」
- 50位 V6：「HONEY BEAT／僕と僕らのあした」

### インディーズシングル年間10
- 1位 おしりかじり虫「おしりかじり虫」
- 2位 川嶋あい「My Love」
- 3位 銀杏BOYZ「あいどんわなだい」
- 4位 Ken Yokoyama「Not Fooling Anyone」
- 5位 Hawaiian6「Days」
- 6位 銀杏BOYZ「光」
- 7位 クレイジーケンバンド「てんやわんやですよ」
- 8位 シド「蜜指〜ミツユビ〜」
- 9位 シド「夏恋」
- 10位 やなわらばー「「拝啓○○さん」」

### ゴールドディスク認定
| 作品名                                                          | 認定             |
| ダブル・プラチナ                                                | ダブル・プラチナ |
| --------------------------------------------------------------- | ---------------- |
| すぎもとまさと「吾亦紅」                                        | 2011年6月        |
| ゴールド                                                        |                  |
| 東方神起「SUMMER〜Summer Dream/Song for you/Love in the Ice〜」 | 2008年6月        |
| 水田竜子「紅花の宿」                                            | 2008年11月       |
| Perfume「ポリリズム」                                           | 2011年5月        |
| 水樹奈々「SECRET AMBITION」                                     | 2016年1月        |

## 総合アルバム (日本)

### 年間TOP50
※集計期間 2006年12月25日付 - 2007年12月17日付
集計会社 オリコン
- 1位 Mr.Children：『HOME』
- 2位 倖田來未：『Black Cherry』
- 3位 コブクロ：『ALL SINGLES BEST』
- 4位 アヴリル・ラヴィーン：『ベスト・ダム・シング』
- 5位 浜崎あゆみ：『A BEST 2 -WHITE-』
- 6位 大塚愛：『愛 am BEST』
- 7位 浜崎あゆみ：『A BEST 2 -BLACK-』
- 8位 ケツメイシ : 『ケツノポリス5』
- 9位 YUI : 『CAN'T BUY MY LOVE』
- 10位 スキマスイッチ :『グレイテスト・ヒッツ』
- 11位 EXILE：『EXILE EVOLUTION』
- 12位 Various Artists：『R♥35 Sweet J-Ballads』
- 13位 德永英明：『VOCALIST 3』
- 14位 伊藤由奈：『HEART』
- 15位 安室奈美恵：『PLAY』
- 16位 Mr.Children：『B-SIDE』
- 17位 GReeeeN：『あっ、ども。はじめまして。』
- 18位 KinKi Kids：『39』
- 19位 ZARD：『Golden Best 〜15th Anniversary〜』
- 20位 竹内まりや：『Denim』
- 21位 一青窈：『BESTYO』
- 22位 絢香：『First Message』
- 23位 ORANGE RANGE：『RANGE』
- 24位 mihimaru GT：『THE BEST of mihimaru GT』
- 25位 ORANGE RANGE：『ORANGE』
- 26位 ニーヨ：『ビコーズ・オブ・ユー』
- 27位 リンキン・パーク：『ミニッツ・トゥ・ミッドナイト』
- 28位 木村カエラ：『Scratch』
- 29位 大塚愛：『LOVE PiECE』
- 30位 KAT-TUN：『cartoon KAT-TUN II You』
- 31位 BoA：『MADE IN TWENTY (20)』
- 32位 スガシカオ：『ALL SINGLES BEST』
- 33位 YUKI：『five-star』
- 34位 中島美嘉：『YES』
- 35位 倖田來未：『BEST 〜BOUNCE & LOVERS〜』
- 36位 B'z：『ACTION』
- 37位 バックストリート・ボーイズ：『アンブレイカブル』
- 38位 KinKi Kids：『I album -iD-』
- 39位 L'Arc〜en〜Ciel：『KISS』
- 40位 小田和正：『自己ベスト-2』
- 41位 嵐：『Time』
- 42位 MONKEY MAJIK：『空はまるで』
- 43位 関ジャニ∞：『KJ2 ズッコケ大脱走』
- 44位 マルーン5：『イット・ウォント・ビー・スーン・ビフォー・ロング』
- 45位 オフコース：『i(ai) -オール・タイム・ベスト-』
- 46位 KinKi Kids：『Ø』
- 47位 NEWS：『pacific』
- 48位 Aqua Timez：『風をあつめて』
- 49位 マキシマム ザ ホルモン：『ぶっ生き返す』
- 50位 Dragon Ash：『The Best of Dragon Ash with Changes Vol.2』

### インディーズアルバム年間10
- 1位 SOTTE BOSSE「innocent view」
- 2位 ELLEGARDEN「ELEVEN FIRE CRACKERS」
- 3位 九州男「こいが俺ですばい」
- 4位 Ken Yokoyama「Third Time's A Charm」
- 5位 やなわらばー「歌ぐすい」
- 6位 RADWIMPS「RADWIMPS 2 〜発展途上〜」
- 7位 RADWIMPS「RADWIMPS」
- 8位 九州男「こいも俺ですばい」
- 9位 MONGOL800「MESSAGE」
- 10位 SOTTE BOSSE「Essence of life」

### ゴールドディスク認定
| 作品名                                                    | 認定               |
| トリプル・プラチナ                                        | トリプル・プラチナ |
| --------------------------------------------------------- | ------------------ |
| 小田和正「自己ベスト-2」                                  | 2009年11月         |
| GReeeeN「あっ、ども。はじめまして。」                     | 2011年11月         |
| ダブル・プラチナ                                          |                    |
| Various Artists「アイのうた」                             | 2008年6月          |
| プラチナ                                                  |                    |
| いきものがかり「桜咲く街物語」                            | 20年月             |
| リアーナ「グッド・ガール・ゴーン・バッド」                | 2015年5月          |
| ゴールド                                                  |                    |
| シェネル「シェネル / Things Happen For A Reason」         | 2008年6月          |
| 水樹奈々「THE MUSEUM」                                    | 2008年8月          |
| 辻井伸行「debut」                                         | 2009年6月          |
| 東方神起「Five in the Black」                             | 2009年7月          |
| のだめカンタービレ「のだめカンタービレ スペシャル BEST!」 | 2010年2月          |
| ALI PROJECT「薔薇架刑」                                   | 2014年5月          |
| 水樹奈々「GREAT ACTIVITY」                                | 2016年1月          |
| 秦基博「コントラスト」                                    | 2016年3月          |
| ビル・エヴァンス「ワルツ・フォー・デビイ+4」              | 2016年4月          |
| ONE OK ROCK「ゼイタクビョウ」                             | 2016年9月          |

## 洋楽

### シングル
- アヴリル・ラヴィーン - 「ガールフレンド」
- LCDサウンドシステム - 「All My Friends」
- カイザー・チーフス - 「Ruby」
- クラクソンズ - 「Golden Skans」
- ザ・クリブス - 「Men's Needs」
- ジャスティス - 「D.A.N.C.E.」
- ジョン・バトラー・トリオ - 「Better Than」
- テイク・ザット - 「ペイシェンス」
- バトルス - 「Atlas」
- ファイスト - 「1234」
- フー・ファイターズ - 「The Pretender」
- ブリトニー・スピアーズ - 「ギミ・モア」
- M.I.A. - 「Paper Planes」
- リアーナ featuring ジェイ・Z - 「アンブレラ」

### アルバム
- アークティック・モンキーズ（Favourite Worst Nightmare） - 『フェイヴァリット・ワースト・ナイトメア』
- マイ・ケミカル・ロマンス（My Chemical Romance） - 『ブラック・パレード』（The Black Parade）
- ノラ・ジョーンズ（Norah Jones） - 『ノット・トゥー・レイト』（Not Too Late）
- グウェン・ステファニー（Gwen Stefani） - 『スウィート・エスケイプ』（The Sweet Escape）
- ブロック・パーティー（Bloc Party） - 『ウィークエンド・イン・ザ・シティ』（A Weekend in the City）
- フォール・アウト・ボーイ（Fall Out Boy） - 『インフィニティ・オン・ハイ-星月夜』（Infinity On High）
- ジョシュ・グローバン（Josh Groban）『アウェイク』（Awake）
- ザ・ビュー（The View）『ハッツ・オフ・トゥ・ザ・バスカーズ』（Hats Off To The Buskers）
- テイク・ザット（Take That）『ビューティフル・ワールド』（Beautiful World）
- ステフ・ポケッツ（Steph Pokets）『キャント・ギヴ・アップ』（Can't Give Up）
- カイザー・チーフス（Kaiser Chiefs）『アングリー・モブ〜怒れる群衆』（Yours Truly,Angry Mob）
- パオロ・ヌティーニ（Paolo Nutini）『ジーズ・ストリーツ』（These Streets）
- フラテリス（The Fratellis）『コステロ・ミュージック』（Costello Music）
- ジョス・ストーン（Joss Stone） - 『イントロデューシング・ジョス・ストーン』（Introducing Joss Stone）
- グッド・シャーロット（Good Charlotte）『グッド・モーニング・リバイバル』（Good Morning Revival）
- ヒラリー・ダフ（Hilary Duff）『ディジニティ』（Dignity）
- アヴリル・ラヴィーン（Avril Lavigne） - 『ベスト・ダム・シング』（The Best Damn Thing）
- ニーヨ（Ne-Yo）『ビコーズ・オブ・ユー』（Because Of You）
- リンキン・パーク（Linkin Park）「ミニッツ・トゥ・ミッドナイト」（Minute To Midnight）
- マルーン5（Maroon5）「イット・ウォント・ビー・スーン・ビフォー・ロング」（It Won't Be Soon Before Long）
- ソナタアークティカ ｢ウニア｣
- リアーナ「グッド・ガール・ゴーン・バッド」

## 音楽配信 (日本)
集計 日本レコード協会
- フル配信、中でも着うたフルが大幅伸長（売上111百万件、前年比+99%）し、シングルCD（生産61百万件、前年比-9%）を追い抜いた。また、PC配信（売上28百万件、前年比+28%、アルバム等除く）も、iTunes Storeなど流通面の進展もあり、急拡大を示した。[1]
- 結果として、本年発表分で下記11作のフル配信ミリオンが達成された。（下記計数には翌年以降の売上も一部含まれる）
  - GReeeeN『愛唄』（着うたフル2百万DL、PC50万DL）
  - 宇多田ヒカル『Flavor Of Life』及びBallad version（合算で着うたフル175万DL、PC35万DL）
  - コブクロ『蕾』（着うたフル1百万DL）　※フル合算2百万DL
  - EXILE『Lovers Again』（着うたフル1百万DL、PC25万DL）
  - SoulJa『ここにいるよ feat.青山テルマ』（着うたフル1百万DL、PC10万DL）
  - 絢香×コブクロ『WINDING ROAD』（着うたフル75万DL、PC25万DL）
  - EXILE『道』　※フル合算1百万DL
  - 高橋洋子『残酷な天使のテーゼ』　※フル合算1百万DL
  - YUI『CHE.R.RY』　※フル合算1百万DL
  - 宇多田ヒカル『Beautiful World』　※フル合算1百万DL
  - 倖田來未『愛のうた』　※フル合算1百万DL
- 日本レコード協会発表のPC配信年間1位は宇多田ヒカル『Flavor Of Life』、着うたフル年間1位はGReeeeN『愛唄』であった。[2]

### 音楽配信ゴールド認定シングル
| 作品名                                                                    | 認定月                            |
| 3ミリオン (3,000,000ダウンロード)                                         | 3ミリオン (3,000,000ダウンロード) |
| ------------------------------------------------------------------------- | --------------------------------- |
| コブクロ「蕾（つぼみ）」                                                  | 2008年1月                         |
| 青山テルマ feat.SoulJa「そばにいるね」                                    | 2008年4月                         |
| GReeeeN「愛唄」                                                           | 2008年6月                         |
| 2ミリオン (2,000,000ダウンロード)                                         |                                   |
| 宇多田ヒカル「Flavor Of Life -Ballad Version-」                           | 2007年3月                         |
| 絢香×コブクロ「WINDING ROAD」                                             | 2008年4月                         |
| ミリオン (1,000,000ダウンロード)                                          |                                   |
| FUNKY MONKEY BABYS「Lovin' Life」                                         | 2007年3月                         |
| 宇多田ヒカル「Flavor Of Life」                                            | 2007年4月                         |
| アヴリル・ラヴィーン「ガールフレンド」                                    | 2007年5月                         |
| 安室奈美恵「Baby Don't Cry」                                              | 2007年5月                         |
| 桑田佳祐「明日晴れるかな」                                                | 2007年6月                         |
| 絢香「Jewelry day」                                                       | 2007年8月                         |
| ORANGE RANGE「イケナイ太陽」                                              | 2007年9月                         |
| コブクロ「蒼く 優しく」                                                   | 2008年1月                         |
| SoulJa「ここにいるよ feat.青山テルマ」                                    | 2008年1月                         |
| DREAMS COME TRUE「ア・イ・シ・テ・ルのサイン 〜わたしたちの未来予想図〜」 | 2008年4月                         |
| EXILE「I Believe」                                                        | 2008年7月                         |
| ET-KING「愛しい人へ」                                                     | 2009年8月                         |
| EXILE「道」                                                               | 2011年1月                         |
| 大塚愛「CHU-LIP」                                                         | 2011年1月                         |
| 大塚愛「PEACH」                                                           | 2011年1月                         |
| 倖田來未「愛のうた」                                                      | 2011年1月                         |
| 高橋洋子「残酷な天使のテーゼ」                                            | 2014年1月                         |
| YUI「CHE.R.RY」                                                           | 2014年1月                         |
| 宇多田ヒカル「Beautiful World」                                           | 2014年9月                         |
| トリプル・プラチナ (750,000ダウンロード)                                  |                                   |
| 倖田來未「BUT」                                                           | 2007年5月                         |
| RSP「Lifetime Respect -女偏-」                                            | 2007年9月                         |
| RIP SLYME「熱帯夜」                                                       | 2007年10月                        |
| 中島美嘉「LIFE」                                                          | 2007年11月                        |
| KOH+「KISSして」                                                          | 2007年12月                        |
| SEAMO「Cry Baby」                                                         | 2008年4月                         |
| EXILE「Lovers Again」                                                     | 2011年1月                         |
| 浜崎あゆみ「Together When...」                                            | 2011年2月                         |
| mihimaru GT「I SHOULD BE SO LUCKY」                                       | 2012年8月                         |
| 木山裕策「home」                                                          | 2014年1月                         |
| 久保田利伸「Missing」                                                     | 2016年5月                         |
| 高橋洋子「魂のルフラン」                                                  | 2016年7月                         |
| 小田和正「たしかなこと」                                                  | 2017年9月                         |
| DREAMS COME TRUE「大阪LOVER」                                             | 2021年2月                         |
| ダブル・プラチナ (500,000ダウンロード)                                    |                                   |
| mihimaru GT「かけがえのない詩」                                           | 2007年5月                         |
| EXILE「SUMMER TIME LOVE」                                                 | 2007年6月                         |
| 柴咲コウ「ひと恋めぐり」                                                  | 2007年6月                         |
| FUNKY MONKEY BABYS「ちっぽけな勇気」                                      | 2007年7月                         |
| INFINITY16「Dream Lover」                                                 | 2007年8月                         |
| 浜崎あゆみ「glitter」                                                     | 2007年8月                         |
| ニーヨ「ビコーズ・オブ・ユー」                                            | 2007年8月                         |
| 桑田佳祐「風の詩を聴かせて」                                              | 2007年9月                         |
| 宇多田ヒカル「Kiss & Cry」                                                | 2007年10月                        |
| ET-KING「ギフト」                                                         | 2008年1月                         |
| 新垣結衣「heavenly days」                                                 | 2008年1月                         |
| コブクロ「WHITE DAYS」                                                    | 2008年2月                         |
| 宇多田ヒカル「Stay Gold」                                                 | 2008年4月                         |
| GReeeeN「人」                                                             | 2008年6月                         |
| 加藤ミリヤ「LALALA feat. 若旦那（湘南乃風）」                             | 2009年1月                         |
| AKB48「会いたかった」                                                     | 2011年2月                         |
| 安室奈美恵「FUNKY TOWN」                                                  | 2011年3月                         |
| EXILE「時の描片 〜トキノカケラ〜」                                        | 2014年1月                         |
| 小田和正「言葉にできない」                                                | 2014年1月                         |
| MONKEY MAJIK「空はまるで」                                                | 2014年1月                         |
| YUI「Rolling star」                                                       | 2014年1月                         |
| ダニエル・パウター「バッド・デイ〜ついてない日の応援歌」                  | 2014年1月                         |
| ポルノグラフィティ「アゲハ蝶」                                            | 2018年2月                         |
| GReeeeN「道」                                                             | 2018年4月                         |
| プラチナ (250,000ダウンロード)                                            |                                   |
| Aqua Timez「しおり」                                                      | 2007年9月                         |
| HOME MADE 家族「君がくれたもの」                                          | 2007年9月                         |
| YUI「LOVE & TRUTH」                                                       | 2007年10月                        |
| Aqua Timez「ALONES」                                                      | 2007年11月                        |
| アンジェラ・アキ「サクラ色」                                              | 2008年1月                         |
| ERIKA「FREE」                                                             | 2008年1月                         |
| いきものがかり「茜色の約束」                                              | 2008年2月                         |
| 中島美嘉「見えない星」                                                    | 2008年4月                         |
| コブクロ「赤い糸 ～Live at 大阪城ホール 2007.07.05～」                    | 2008年11月                        |
| 平井堅「哀歌 (エレジー)」                                                 | 2009年7月                         |
| L'Arc〜en〜Ciel「DAYBREAK'S BELL」                                        | 2009年9月                         |
| 加藤ミリヤ「Love is...」                                                  | 2010年8月                         |
| FLOW「Answer」                                                            | 2011年1月                         |
| AAA DEN-O form「Climax Jump」                                             | 2011年3月                         |
| 平井堅「君の好きなとこ」                                                  | 2011年4月                         |
| コブクロ「桜」                                                            | 2013年5月                         |
| UVERworld「浮世CROSSING」                                                 | 2014年1月                         |
| EXILE「響〜HIBIKI〜」                                                     | 2014年1月                         |
| 倖田來未「愛証」                                                          | 2014年1月                         |
| SIAM SHADE「1/3の純情な感情」                                             | 2014年1月                         |
| DOES「修羅」                                                              | 2014年1月                         |
| ポルノグラフィティ「サウダージ」                                          | 2014年1月                         |
| YUI「My Generation」                                                      | 2014年1月                         |
| YUKI「ビスケット」                                                        | 2014年1月                         |
| L'Arc〜en〜Ciel「Link」                                                   | 2014年1月                         |
| レベッカ「フレンズ」                                                      | 2014年4月                         |
| EXILE「君がいるから」                                                     | 2014年6月                         |
| 槇原敬之「GREEN DAYS」                                                    | 2014年7月                         |
| Acid Black Cherry「Black Cherry」                                         | 2014年10月                        |
| 小田和正「ラブ・ストーリーは突然に」                                      | 2015年5月                         |
| X JAPAN「紅 （シングルヴァージョン）」                                    | 2015年8月                         |
| 斉藤和義「ウェディング・ソング」                                          | 2016年4月                         |
| ポルノグラフィティ「メリッサ」                                            | 2016年7月                         |
| ポルノグラフィティ「ハネウマライダー」                                    | 2017年9月                         |
| 中川翔子「空色デイズ」                                                    | 2017年11月                        |
| ポルノグラフィティ「アポロ」                                              | 2018年1月                         |
| ポルノグラフィティ「ミュージック・アワー」                                | 2020年1月                         |
| Cocco「強く儚い者たち」                                                   | 2020年3月                         |
| 秦基博「鱗（うろこ）」                                                    | 2022年8月                         |
| エレファントカシマシ「俺たちの明日」                                      | 2024年4月                         |
| ゴールド (100,000ダウンロード)                                            |                                   |

### ストリーミング認定シングル
| 作品名                               | 認定月                               |
| プラチナ (100,000,000ストリーミング) | プラチナ (100,000,000ストリーミング) |
| ------------------------------------ | ------------------------------------ |
| 嵐「Love so sweet」                  | 2023年4月                            |
| DREAMS COME TRUE「大阪LOVER」        | 2024年2月                            |
| YUI「CHE.R.RY」                      | 2024年3月                            |
| ORANGE RANGE「イケナイ太陽」         | 2024年7月                            |
| 秦基博「鱗（うろこ）」               | 2025年1月                            |
| ゴールド (50,000,000ストリーミング)  |                                      |
| GReeeeN「愛唄」                      | 2021年4月                            |
| コブクロ「蕾（つぼみ）」             | 2023年1月                            |
| フジファブリック「若者のすべて」     | 2023年2月                            |
| 嵐「Happiness」                      | 2023年4月                            |
| EXILE「Lovers Again」                | 2023年7月                            |
| GReeeeN「道」                        | 2023年7月                            |
| 倖田來未「愛のうた」                 | 2023年9月                            |
| EXILE「道」                          | 2023年9月                            |
| 桑田佳祐「明日晴れるかな」           | 2023年10月                           |
| 宇多田ヒカル「Beautiful World」      | 2023年11月                           |
| 宇多田ヒカル「Flavor Of Life」       | 2024年1月                            |
| 湘南乃風「純恋歌」                   | 2024年6月                            |
| RIP SLYME「熱帯夜」                  | 2024年7月                            |
| MONKEY MAJIK「空はまるで」           | 2024年10月                           |

## 日本のDVD
- 1位 KAT-TUN：『Live of KAT-TUN "Real Face"』
- 2位 B'z：『B'z LIVE-GYM 2006 "MONSTER'S GARAGE"』
- 3位 KAT-TUN ：『TOUR 2007 cartoon KAT-TUN II You』
- 4位 嵐：『ARASHI AROUND ASIA+ in DOME』
- 5位 EXILE ：『EXILE LIVE TOUR 2007 EXILE EVOLUTION』
- 6位 倖田來未：『KODA KUMI LIVE TOUR 2006-2007 〜second session〜』
- 7位 NEWS ：『Never Ending Wonderful Story』
- 8位 Mr.Children ：『Mr.Children "HOME" TOUR 2007』
- 9位 嵐 ：『ARASHI AROUND ASIA Thailand-Taiwan-Korea』
- 10位 堂本光一 ：『KOICHI DOMOTO CONCERT TOUR 2006 mirror 〜The Music Mirrors My Feeling〜』
- 11位 コブクロ ：『KOBUKURO LIVE TOUR '06 "Way Back to Tomorrow"FINAL』
- 12位 安室奈美恵：『namie amuro BEST tour “Live Style 2006”』
- 13位 大塚愛：『【LOVE IS BORN】 〜3rd Anniversary 2006〜at Hibiya-Yagai Ongaku-Do on 9th of September 2006』
- 14位 Bank Band with Great Artists：『ap bank fes '06』
- 15位 L'Arc〜en〜Ciel ：『15th L'Anniversary LIVE』
- 16位 ZARD ：『ZARD Le Portfolio 1991-2006』
- 17位 ELLEGARDEN ：『ELEVEN FIRE CRACKERS TOUR 06-07 〜AFTER PARTY』
- 18位 RADWIMPS ：『生春巻き』
- 19位 湘南乃風 ：『風伝説 いつも誰かのせいにしてばっかりだった俺TOUR 2006』
- 20位 大塚愛 ：『『愛 am BEST Tour 2007 〜ベストなコメントにめっちゃ愛を込めんと!!!〜』at Tokyo International Forum Hall A on 9th of July 2007』
- 21位 SMAP ：『Pop Up! SMAP LIVE! 思ったより飛んじゃいました! ツアー』
- 22位 ENDLICHERI☆ENDLICHERI ：『不完全 FUNKY WHITE DRAGON』
- 23位 YUI ：『Thank you My teens』
- 24位 ZARD ：『What a beautiful moment』
- 25位 Def Tech ：『Def Tech OKINAWA LIVE』
- 26位 aiko ：『LOVE LIKE POP add. 10th Anniversary』
- 27位 Def Tech ：『Def Tech 武道館』
- 28位 宇多田ヒカル ：『UTADA UNITED 2006』
- 29位 福山雅治 ：『WE'RE BROS.TOUR 2007 LIVE DVD SPECIAL BOX "17nen mono"』
- 30位 RADWIMPS ：『RADWIMPS4.5』

Category:2007年のライブ・ビデオを参照

### ゴールドディスク認定
| 作品名                                             | 認定       |
| プラチナ                                           | プラチナ   |
| -------------------------------------------------- | ---------- |
| EXILE「EXILE LIVE TOUR 2007 EXILE EVOLUTION」      | 2008年6月  |
| 嵐「ARASHI AROUND ASIA+ in DOME」                  | 2009年10月 |
| ゴールド                                           |            |
| L'Arc〜en〜Ciel「15th L'Anniversary LIVE」         | 2008年4月  |
| RADWIMPS「生春巻き」                               | 2008年10月 |
| YUI「Thank you My teens」                          | 2010年1月  |
| 東方神起「2nd LIVE TOUR 2007 -Five in the Black-」 | 2010年5月  |

## カラオケ年間50 (日本)
- 1位 絢香「三日月」
- 2位 コブクロ「桜」
- 3位 湘南乃風「純恋歌」
- 4位 EXILE「Lovers Again」
- 5位 秋川雅史「千の風になって」
- 6位 一青窈「ハナミズキ」
- 7位 TOKIO「宙船」
- 8位 GReeeeN「愛唄」
- 9位 夏川りみ「涙そうそう」
- 10位 コブクロ「蕾」
- 11位 レミオロメン「粉雪」
- 12位 コブクロ「ここにしか咲かない花」
- 13位 Mr.Children「しるし」
- 14位 水森かおり「ひとり薩摩路」
- 15位 YUI「CHE.R.RY」
- 16位 AI「Story」
- 17位 Aqua Timez「千の夜をこえて」
- 18位 HY「NAO」
- 19位 コブクロ「永遠にともに」
- 20位 大塚愛「さくらんぼ」
- 21位 石川さゆり「天城越え」
- 22位 浜圭介と桂銀淑「北空港」
- 23位 スピッツ「チェリー」
- 24位 大塚愛「プラネタリウム」
- 25位 SEAMO「マタアイマショウ」
- 26位 レミオロメン「3月9日」
- 27位 石原裕次郎「北の旅人」
- 28位 木の実ナナ&五木ひろし「居酒屋」
- 29位 都はるみ・宮崎雅「ふたりの大阪」
- 30位 吉幾三「酒よ」
- 31位 高橋洋子「残酷な天使のテーゼ」
- 32位 ORANGE RANGE「花」
- 33位 HY「AM11:00」
- 34位 修二と彰「青春アミーゴ」
- 35位 DJ OZMA「アゲ♂アゲ♂EVERY☆騎士」
- 36位 MONGOL800「小さな恋のうた」
- 37位 EXILE「道」
- 38位 湘南乃風「睡蓮花」
- 39位 倖田來未「キューティーハニー」
- 40位 嵐「Love so sweet」
- 41位 絢香×コブクロ「WINDING ROAD」
- 42位 中島美嘉「雪の華」
- 43位 Aqua Timez「決意の朝に」
- 44位 尾崎豊「I LOVE YOU」
- 45位 中島美嘉「LIFE」
- 46位 ケツメイシ「さくら」
- 47位 倖田來未「you」
- 48位 宇多田ヒカル「Flavor Of Life」
- 49位 石原裕次郎, 牧村旬子「銀座の恋の物語」
- 50位 岩崎良美「タッチ」

## 各チャート
- Template:オリコン週間シングルチャート第1位 2007年
- Template:オリコン週間アルバムチャート第1位 2007年
- Template:オリコン週間アニメシングルチャート第1位 2007年
- Template:オリコン週間演歌・歌謡シングルチャート第1位 2007年

## イベント

### ライブ
| 開催日                                      | タイトル・備考                                                              |
| ------------------------------------------- | --------------------------------------------------------------------------- |
| 2月2日・3日                                 | DIENOJI ROCK FESTIVAL 2                                                     |
| 3月31日・4月1日                             | パンクスプリング 2007                                                       |
| 4月6日・8日・9日                            | Golden Circle Vol.10                                                        |
| 4月28日・29日                               | ARABAKI ROCK FEST.07                                                        |
| 4月28日・29日・30日                         | LIVE STAND 07（初回）                                                       |
| 5月19日・20日                               | FM802 & SPACE SHOWER TV presents SWEET LOVE SHOWER 2007 SPRING              |
| 5月20日・26日                               | THE GREENROOM FESTIVAL '07                                                  |
| 6月2日・3日                                 | TAICOCLUB '07                                                               |
| 6月30日・7月3日                             | 湘南音祭 Vol.1                                                              |
| 7月7日                                      | Animelo Summer Live 2007 Generation-A                                       |
| 7月7日                                      | Live Earth （千葉県・幕張メッセ）                                           |
| 7月7日・8日                                 | ピースフルラブ・ロックフェスティバル2007 （沖縄県・沖縄市野外ステージ）     |
| 7月14日・15日・16日                         | ap bank fes '07（静岡県・つま恋）※14日・15日は台風接近により中止）          |
| 7月15日                                     | 京都大作戦 2007年 〜祇園祭とかぶってごめんな祭〜（台風接近により中止）      |
| 7月21日・22日                               | SETSTOCK 2007                                                               |
| 7月22日                                     | FM802 MEET THE WORLD BEAT 2007                                              |
| 7月24日                                     | BEA presents F-X 2007（初回）                                               |
| 7月27日・28日・29日                         | FUJI ROCK FESTIVAL 2007（新潟県・苗場スキー場）                             |
| 7月28日                                     | TOKAI SUMMIT 2007（初回）                                                   |
| 7月28日・29日                               | HIGHER GROUND 2007                                                          |
| 7月28日・8月4日 12日・18日・19日 25日・26日 | a-nation 2007                                                               |
| 7月29日                                     | Augusta Camp 2007                                                           |
| 7月29日                                     | 琉球フェスティバル '07 （東京都・日比谷野外音楽堂）                         |
| 8月3日・4日・5日                            | ROCK IN JAPAN FESTIVAL 2007                                                 |
| 8月3日・4日・5日                            | ロラパルーザ 2007                                                           |
| 8月3日〜9月1日                              | TREASURE05X 2007                                                            |
| 8月23日・24日                               | ロックロックこんにちは! Ver.11PM (Positive Men)                             |
| 8月11日                                     | AOMORI ROCK FESTIVAL '07                                                    |
| 8月11日・12日                               | SUMMER SONIC 2007（千葉県・幕張メッセ・千葉マリンスタジアム）               |
| 8月13日                                     | Exciting Summer in WAJIKI 2007                                              |
| 8月14日・15日・16日                         | ZUSHI MARINA FESTIVAL '07（神奈川県・逗子マリーナ）                         |
| 8月15日・16日                               | ロックロックこんにちは! in 仙台 2007                                        |
| 8月17日・18日                               | RISING SUN ROCK FESTIVAL 2007 in EZO                                        |
| 8月17日                                     | J-WAVE LIVE 2000+7 STANDING!                                                |
| 8月18日                                     | 横浜レゲエ祭 2007                                                           |
| 8月18日・19日                               | J-WAVE LIVE 2000+7                                                          |
| 8月25日                                     | OTODAMA '07 音泉魂                                                          |
| 8月25日・26日                               | MONSTER baSH 2007                                                           |
| 8月26日                                     | Sky Jamboree '07 〜遊び心〜                                                 |
| 8月31日・9月1日・2日                        | 15th Sunset Live 2007 Love & Unity                                          |
| 9月1日                                      | WIRE07                                                                      |
| 9月1日・2日                                 | SOUND MARINA 2007 ～Feel the Voice Special～                                |
| 9月1日・2日                                 | SPACE SHOWER SWEET LOVE SHOWER 2007                                         |
| 9月2日                                      | RUSH BALL 2007                                                              |
| 9月8日〜15日                                | RADIO BERRY ベリテンライブ2007                                              |
| 9月8日・9日                                 | 定禅寺ストリートジャズフェスティバル 2007                                   |
| 9月23日                                     | いしがきミュージックフェスティバル'07（初回）（岩手県盛岡市・盛岡城跡公園） |
| 9月23日                                     | 京都音楽博覧会 2007（初回）                                                 |
| 10月6日・7日                                | 朝霧JAM 2007                                                                |
| 10月11日・12日・19日                        | YOUNG FLAG（初回）（Zepp fukuoka、Zepp osaka、Zepp TOKYO)                   |
| 10月20日・21日                              | MEGA☆ROCKS 2007                                                             |
| 10月20日〜23日                              | LOUD PARK 07（埼玉県・さいたまスーパーアリーナ）                            |
| 10月26日・27日・28日                        | MINAMI WHEEL 2007                                                           |
| 11月25日                                    | OGA NAMAHAGE ROCK FESTIVAL vol.0                                            |
| 12月1日                                     | アクト・アゲインスト・エイズ 2007「15年かヨ!全員集合」                      |
| 12月8日                                     | Dream Power ジョン・レノン スーパー・ライヴ 2007                            |
| 12月26日                                    | JACK IN THE BOX 2007（初回）                                                |
| 12月29日・30日・31日                        | COUNTDOWN JAPAN 07/08（千葉県・幕張メッセ）                                 |
| 12月29日・30日・31日                        | COUNTDOWN JAPAN 07/08 WEST（大阪府・インテックス大阪）                      |
| 12月31日                                    | カウントダウンライブin沖縄                                                  |

### 日本武道館公演
- 1月20日 - 布袋寅泰, ブライアン・セッツァー, Char
- 2月14日・3月11日 - 近藤真彦
- 2月26日・27日 - スガシカオ
- 3月6日・7日 - Every Little Thing
- 3月17日 - SPACE SHOWER MUSIC AWARDS
- 3月31日 - RHYMESTER
- 4月16日 - ベック
- 4月22日 - コスモアースコンシャスアクト・アースデー・コンサート
- 5月12日 - ACIDMAN
- 5月29日 - マイ・ケミカル・ロマンス
- 5月31日・6月1日 - ゴスペラーズ
- 6月15日 - 木村カエラ
- 6月18日・19日 - 東方神起
- 6月20日・21日 - クリスティーナ・アギレラ
- 6月30日 - アサヒスーパードライライブ
- 7月7日 - Animelo Summer Live
- 7月18日 - ガンズ・アンド・ローゼズ
- 7月20日・21日 - 松田聖子
- 7月30日・31日 - SOUL POWER TOKYO SUMMIT
- 8月13日 - 平井堅
- 8月25日 - 8.25オールナイトニッポン武道館
- 8月31日・9月1日・24日 - w-inds.
- 9月7日 - the GazettE
- 9月8日 - Plastic Tree
- 9月14日 - ZARD
- 9月22日 - AAA
- 9月23日 - ナイトメア
- 10月24日・25日 - 吉井和哉
- 10月26日 - BONNIE PINK
- 11月1日・2日 - YUKI
- 11月12日・13日 - Great American Voices
- 11月18日 - SIAM SHADE
- 11月19日 - YUI
- 11月20日・21日 - エルトン・ジョン
- 11月23日・24日 - KREVA
- 12月1日 - Act Against AIDS
- 12月3日 - TM NETWORK
- 12月6日 - 藤木直人
- 12月7日 - LOVE PSYCHEDELICO
- 12月8日 - Dream Power ジョン・レノン スーパー・ライヴ
- 12月11日・12日 - 東京スカパラダイスオーケストラ
- 12月14日・15日・16日・18日・19日 - 矢沢永吉
- 12月20日 - 絢香
- 12月22日・23日・24日 - THE ALFEE
- 12月25日 - アンジェラ・アキ
- 12月26日 - JACK IN THE BOX[5]
- 12月27日・28日 - 吉井和哉
- 12月29日 - BUCK-TICK
- 12月30日・31日 - 藤井フミヤ

### 東京ドーム公演
- 1月1日 - KinKi Kids
- 4月10日 - ビヨンセ
- 4月29日・30日 - 嵐
- 5月25日 - レイン
- 6月2日・3日・16日・17日 - KAT-TUN
- 6月5日・6日 - レッド・ホット・チリ・ペッパーズ
- 7月22日 - KinKi Kids
- 8月4日・5日 - 関ジャニ∞
- 10月7日・8日 - 嵐
- 12月1日 - 倖田來未
- 12月22日 - Hey! Say! JUMP
- 12月24日 - LUNA SEA
- 12月30日・31日 - KinKi Kids

## 主要な賞
| 賞                                   | 受賞作・受賞者 |
| ------------------------------------ | --- |
| 第49回日本レコード大賞               | - 大賞 - コブクロ「蕾」 - 最優秀歌唱賞 - EXILE「時の描片〜トキノカケラ〜」 - 最優秀新人賞 - ℃-ute「都会っ子 純情」 - 金賞 - 絢香「Jewelry day」 - w-inds.「LOVE IS THE GREATEST THING」 - 大塚愛「PEACH」 - 川中美幸「金沢の雨」 - 倖田來未「愛のうた」 - 氷川きよし「きよしのソーラン節」 - BoA「LOVE LETTER」 - 水森かおり「ひとり薩摩路」 - 新人賞 - JYONGRI（「〜約束〜」） - ステファニー（「君がいる限り」） - 高杉さと美（「旅人」） - 特別賞 - 秋川雅史 、阿久悠 、徳永英明、服部良一・克久・隆之 |
| 第45回ゴールデン・アロー賞（最終回） | - 音楽賞 - 秋川雅史 |
| 第40回日本有線大賞                   | - 日本有線大賞 - 氷川きよし - 最多リクエスト歌手賞 - 氷川きよし - 最多リクエスト曲賞 － 氷川きよし「きよしのソーラン節」 - 最優秀新人賞 - RSP |
| 第21回日本ゴールドディスク大賞       | - 邦楽アーティスト・オブ・ザ・イヤー 倖田來未 - 洋楽アーティスト・オブ・ザ・イヤー ダニエル・パウター ライブはなく、授賞式と記者会見の形式で行われた。 |
| 第11回SPACE SHOWER MUSIC AWARDS      | - VIDEO OF THE YEAR - Mr.Children「しるし」（監督:丹下紘希） - BEST GROOVE VIDEO - Cornelius「MUSIC」（監督:辻川幸一郎） - BEST REGGAE VIDEO - RYO the SKYWALKER&THE FRIENDS「Perspire Video Mix」（監督:木村和史） - BEST NEW ARTIST VIDEO - Base Ball Bear「ELECTRIC SUMMER」（監督:児玉裕一） - BEST INTERNATIONAL VIDEO - レッド・ホット・チリ・ペッパーズ「ダニー・カリフォルニア」（監督:TONY K） - BEST HIP-HOP/R&B VIDEO - RHYMESTER「HEAT ISLAND」（監督:MODEA） - BEST CG/ANIMATION VIDEO - AFRA & INCREDIBLE BEATBOX BAND「MOUTH MUSIC」（監督:SHASHAMIN&easeback） - BEST CREATIVE WORK - BUMP OF CHICKEN「人形劇ギルド」（監督:番場秀一） - BEST COLLABORATION VIDEO - 東京スカパラダイスオーケストラ「星降る夜に」（監督:川村ケンスケ） - BEST IMPACT VIDEO - DISCO TWINS「Juicy Jungle」（監督:田中秀幸） - BEST STORY VIDEO - 湘南乃風「純恋歌」（監督:平野康祐） - BREAKTHROUGH VIDEO - 絢香「三日月」（監督:牧鉄馬） |
| 第9回ライブスピカ（最終回）          | - 年間チャンピオン - UnLimited |
| 第9回ホテルオークラ音楽賞            | 受賞 - 村治佳織、佐藤俊介 |
| 第6回MTV Video Music Awards Japan    | - 最優秀ビデオ賞 - 倖田來未「夢のうた」 - 最優秀アーティストビデオ賞 - DJ OZMA「アゲ♂アゲ♂EVERY☆騎士」、倖田來未「夢のうた」 - 最優秀グループビデオ賞 - EXILE「Lovers Again」 - 最優秀映画ビデオ賞 - 大塚愛「恋愛写真」 - 最優秀新人アーティストビデオ賞 - ニーヨ「ソー・シック」 - 最優秀ロックビデオ賞 - マイ・ケミカル・ロマンス「ウェルカム・トゥ・ザ・ブラック・パレード」 - 最優秀ポップビデオ賞 - 大塚愛「恋愛写真」 - 最優秀R&Bビデオ賞 - AI「Believe」 - 最優秀ヒップホップビデオ賞 - KREVA「THE SHOW」 - 最優秀コラボレーションビデオ賞 - U2ANDグリーン・デイ「セインツ・アー・カミング」 - 最優秀アルバム賞 - ダニエル・パウター「ダニエル・パウター」 |
| 第6回佐川吉男音楽賞                  | - 音楽賞 - モンテヴェルディ : オペラ「オルフェーオ」 - 奨励賞 - 團伊玖磨 : オペラ「夕鶴」 |
| 第5回武生作曲賞                      | - 稲森安太己『ウィリアム・ウィルソン』フルート、ピアノのための - 渡邉裕紀子『偽りの花』フルートのための - 山口恭子『Blind Dance』リコーダー、ピアノのための |
| The 1st Music Revolution             | - グランプリ - おおたえみり - 奨励賞 - SPELUNKER／平田小百合／Think Plus／ミサンガ - オーディエンス賞 - GOOD ON THE REEL／音子 |
| 第1回FM FESTIVAL LIFE MUSIC AWARD    | LIFE MUSIC OF THE YEAR - BUMP OF CHICKEN |
| 第1回全日本アニソングランプリ        | グランプリ - 喜多修平 |

## エピソード
- 1月1日 - 2006年5月より活動を休止していたNEWSが、「ジャニーズカウントダウン2006-2007」の公演により、10か月ぶりに復帰した。
- 1月9日 - 1月15日付オリコンシングルチャートにて、Mr.Children「しるし」が、2006年11月27日付以来7週ぶりに1位に返り咲きとなった。この記録は、ミスチルでは12年ぶり3作目（前2作はinnocent world、Tomorrow never knows）、1位返り咲き作品数では、松田聖子、サザンオールスターズと並び歴代1位タイとなった。→関連記事：ミスチル、自身12年ぶりの返り咲き首位!!
- 1月16日 - 1月22日付オリコンシングルチャートにて、秋川雅史「千の風になって」が、クラシック歌手初の1位となる。初登場は、100位以下だったので、ここから1位を獲得したのも初になる。また、オリコンアルバムチャートにて、倖田來未『Black Cherry』が、2004年の宇多田ヒカル『Utada Hikaru SINGLE COLLECTION VOL.1』以来女性歌手では、3年振りとなる4週連続1位となった。
- 1月20日 - ヴィジュアル系ロックバンド・La'cryma Christiが解散。
- 1月26日 - ヴィジュアル系ロックバンド・Janne Da Arcが「親愛なるファンの皆様へ」とバンド結成10周年を節目にソロ活動の作品発表を知らせ、実質的な活動休止に入る。
- 2月20日 - 2月26日付オリコンシングルチャートにて、EXILE「道」が、オリコン通算1000曲目の1位となる。→関連記事：オリコン史上1000曲目1位の栄冠はEXILEに!!
- 3月6日 - 3月12日付オリコンアルバムチャートにて、浜崎あゆみ『A BEST 2 -BLACK-／-WHITE-』が1位・2位を独占。女性アーティストとしては藤圭子以来36年半ぶり。
- 3月17日 - 『AP BANG! 東京環境会議 vol.1』にて、2005年1月より実質活動休止となっていた鬼束ちひろが復帰。5月30日にシングル『everyhome』でシーンに復活することが明らかになった。
- 3月27日 - 喫煙問題で謹慎していた加護亜依が2度目の喫煙報道で所属事務所アップフロントエージェンシー（現：アップフロントプロモーション）から契約解除。
- 4月20日 - KAT-TUNのメンバー赤西仁が約半年間の米国留学による活動休止から復帰。
- 4月27日 - 狩人が、年内で解散することが発表された。兄・加藤久仁彦が『ロッキー・ザ・ファイナル』に感化されてボクシングをやりたいためで、弟・加藤高道は解散後ソロとして活動する。
- 5月6日 - 吉澤ひとみがさいたまスーパーアリーナでの『モーニング娘。コンサートツアー2007春 〜SEXY 8 BEAT〜』ファイナルでモーニング娘。を卒業。
- 5月12日 - 第52回ユーロビジョン・ソング・コンテストがフィンランドのヘルシンキで開催され、マリヤ・シェリフォヴィッチ（セルビア）が優勝。
- 5月15日 - 日本で氷川きよしの新曲「あばよ」、「きよしのソーラン節」が初登場で2位と3位にランクイン。初登場でのTOP3入り二曲は演歌史上初の快挙。
- 5月20日 - ヴィジュアル系ロックバンド・PENICILLINのベーシスト、GISHOが、この日渋谷O-EASTにて行なわれた自身の誕生日ライブを持ってPENICILLINから脱退。同バンドは、結成から15年間、一度もメンバーチェンジが行なわれていなかった。今後は、残りのメンバーHAKUEI、千聖、O-JIROの3人でバンド活動を継続させることも発表された。
- 5月25日 - ピ(RAIN)が韓国人歌手として初めて東京ドームで単独公演を行う。
- 5月27日 - 4月から子宮頸癌で慶應義塾大学病院に入院していたZARDの坂井泉水が2007年5月26日早朝、同院の避難用スロープから約3m下のコンクリート地面に転落、5月27日午後3時10分脳挫傷により逝去。
- 5月 - 6月 -  元モーニング娘。の辻希美が、俳優の杉浦太陽と結婚すること、妊娠2か月であることを、両者の所属事務所を通じて発表、6月21日に婚姻届を提出し産休に入る。尚リーダーを務めていたギャルルをCDデビュー前に脱退し、代わりに安倍麻美が加入。
- 6月1日 - 藤本美貴がモーニング娘。を脱退。
- 6月10日 - dreamがライブにて、ユニット名をDRMに改名。
- 6月29日 - 華原朋美が所属事務所のプロダクション尾木から専属契約を解除され活動休止。睡眠薬など過度の薬物依存などにより仕事のキャンセルが相次いでいたと報道されたが、後に一時開設した自身のブログで依存症を否定。
- 6月29日 - チャイコフスキー国際コンクールのヴァイオリン部門で神尾真由子が優勝。1990年の諏訪内晶子に次いで日本人優勝者は2人目。
- 7月2日 - Gacktがシングル「RETURNER 〜闇の終焉〜」でオリコンチャートにおいて初登場1位を記録。MALICE MIZER時代から通してもオリコンチャートで1位を獲得するのは自身初のことである。また7月9日には、GARNET CROWがDVD『GARNET CROW LIVESCOPE OF THE TWILIGHT VALLEY』でオリコン音楽DVDチャートにおいて初登場1位を記録。こちらも自身初の1位である。
- 7月3日 - ロードオブメジャーが、同月18日リリースのDVD『GOLDEN ROAD FILMS』とリミックスアルバム『SILVER ROAD 〜REMIX〜』の発売をもって解散することを公式ホームページ上で発表。
- 7月7日 - 地球温暖化抑制の推進を目的としたチャリティーコンサート『Live Earth』が8か国・10都市で開催された。
- 7月 - 未成年飲酒問題により謹慎していた内博貴（元NEWS、元関ジャニ∞）と草野博紀（元NEWS）が、ジャニーズ事務所の研修生として少年隊主演のミュージカル「PLAYZONE」で芸能活動復帰。同事務所は2人をNEWS・関ジャニ∞に再加入させることは否定した。
- 7月15日 - 元モーニング娘。(第5期)メンバーの紺野あさ美が卒業メンバーとしては史上初めてハロー!プロジェクトに復帰した。
- 8月1日 - 昭和の偉大な作詞家として人々に親しまれた阿久悠が尿管癌のため死去。70歳没。長山洋子に提供した「悦楽の園」、ペギー葉山に提供した「神様がくれた愛のみち」などが遺作となった。
- 8月6日 - 同年2月に誕生したギブソン・ギター・コーポレーション・ジャパンの新体制の発表会を開催。桑田佳祐や松本孝弘などから祝辞のコメントが届き披露された[6]。
- 8月8日 - ジャニーズ事務所の期間限定グループのHey! Say! 7がデビューシングル「Hey! Say!」で男性グループ最年少で週間シングルランキングで1位を獲得。ちなみに平均年齢は14.8歳である（今までの男性グループ最年少1位記録は光GENJIで16.1歳）。
- 8月14日 - 秋川雅史の「千の風になって」の売り上げが100万枚を突破。クラシックの曲では史上初であり、KAT-TUNの「Real Face」以来1年3ヶ月ぶりのミリオンセラーとなった。
- 8月21日 - 日本で小田和正の「こころ」が初登場1位にランクインし、過去の最年長記録だった52歳7ヶ月を上回る、59歳11ヶ月での首位を獲得。
- 8月28日 - 日本で徳永英明のアルバム『VOCALIST 3』が2週連続の1位を獲得。他ソロアーティストのカバーアルバムとしては吉田拓郎の『ぷらいべえと』以来30年3ヶ月ぶり。また、徳永の2週連続1位はデビュー以来初である。
- 8月31日 - VOCALOID2初音ミク発売。
- 9月7日 - Def Techが公式ホームページで解散を発表。解散の理由は「音楽性の違い」から。解散後はソロで活動を行う。
- 9月21日 - この日結成20年目を迎えたB'zは、ロックンロール・音楽界に貢献したアーティストを讃える、Hollywood's RockWalkへの殿堂入りが決まった。日本・アジア圏のミュージシャンで選ばれたのは今回が初となる[7]。
- 9月28日 -　20th Centuryのメンバー井ノ原快彦が女優の瀬戸朝香との結婚を発表。
- 10月17日 - 作曲家服部良一の生誕百周年を記念して制作されたトリビュート・アルバム『服部良一』が作曲家へのトリビュート・アルバム史上初めてのオリコンTOP10入りを果たす。
- 10月22日 - 1997年12月31日のTHE LAST LIVE〜最後の夜〜および第48回NHK紅白歌合戦で解散したロックバンド・X JAPANがこの日の午後8時に正式に復活した。事前発表されていたアクアシティお台場の会場には解散時メンバーで存命中の4人そして1998年に急逝したギタリストHIDEもぬいぐるみとしてYOSHIKIに抱きかかえられ登場し、10年ぶりに「X JAPANの5人」がファンの前へ姿を現すこととなった。
- 11月12日 - 第58回NHK紅白歌合戦の司会が、紅組に中居正広、白組に笑福亭鶴瓶という日本テレビ系ザ!世界仰天ニュース司会の二人と決定した。両組が男性司会は、1955年 - 1956年の宮田輝（当時NHKアナウンサー）・高橋圭三（同）以来51年ぶりとなる。
- 11月18日 - SIAM SHADEが一夜限りの再結成ライブを日本武道館で決行。この再結成は彼らが現役で活動していた頃の元チーフマネージャーが死去したことによる追悼の意を込めてのものであった。
- 11月26日 - この日の週間シングルオリコンチャートでHey! Say! JUMPがデビューシングルの「Ultra Music Power」で初登場1位を獲得。メンバーの岡本圭人は父親の岡本健一が所属していたバンド・男闘呼組がデビューシングル「DAYBREAK」でデビューシングル初登場1位を獲得したことでオリコン史上初のデビューシングル親子ランキング制覇を果たした。なお、前述の2つの曲の作曲はいずれも馬飼野康二によるものである。
- 12月24日 - LUNA SEAが一夜限りの再結成ライブを東京ドームにて決行。
- 12月25日 - 「犬にしか聞こえない周波数で録音されたCD」がニュージーランドの音楽チャートで1位に。
- 12月26日 - 日本武道館で開催された音楽イベント『JACK IN THE BOX 2007』で、L'Arc〜en〜CielのhydeとGLAYのTERU、TAKUROがセッションし、「誘惑」と「HONEY」をツインボーカルで披露した[5]。
- 12月31日 - 第58回NHK紅白歌合戦放送。

## デビュー

### 1月
- 10日 - 池上ケイ「Grow」
- 10日 - H ZETT M「5+2=11」（ソロデビュー）
- 17日 - Clownfish「Cars & Girls」
- 17日 - FONK「おはようSUNDAY」
- 24日 - URURU「ナンクルナイサ」
- 24日 - Elephant Girl「ファーストカラー/Last Letter」
- 24日 - GReeeeN「道」
- 24日 - 小山絵里奈「INLY」
- 24日 - サガユウキ「霙 -mizore-」
- 31日 - UNCHAIN「departure」
- 31日 - 関根奈緒「ひまわり」
- 31日 - 茉奈 佳奈「二月のわた雪」（再デビュー）
- 31日 - LOW IQ 01「THAT’S THE WAY IT IS」

### 2月
- 7日 - ATOMIC TORNADO「TORNADO EYE」
- 7日 - Seventh Tarz Armstrong「The World Is Mine.」
- 7日 - Missing Link「ツナガルキモチ」
- 7日 - 矢住夏菜「Be Strong」
- 7日 - Romancrew「THE BEGINNING」
- 14日 - □□□「GOLDEN KING」
- 14日 - 小池徹平/ウエンツ瑛士とガチャピン・ムック「君に贈る歌/ラッキーでハッピー」（ソロデビュー）
- 14日 - 二千花「エーデルワイス」
- 14日 - POSSIBILITY「NAME/Runner」
- 14日 - MEILIN「SAVE MY SOUL.」
- 14日 - ユーフォーリア「シングルベッド」
- 14日 - リア・ディゾン「Softly」
- 21日 - 大津貴子「父と娘のうた」
- 21日 - sorachoco「sorachoco」
- 21日 - marble「芽生えドライブ」
- 21日 - 真中潤「Kissing til i die」（メジャーデビュー）
- 21日 - マユミーヌ「アヒルのワルツ」
- 21日 - Yucca「千の風になって」
- 21日 - WISE「Shine like a star」
- 28日 - 絢香×コブクロ「WINDING ROA」
- 28日 - The Whey-hey-hey Brothers「じぶんの詩 -A BEAUTIFUL DAY」
- 28日 - SHANADOO「WELCOME TO TOKYO」
- 28日 - John-Hoon「SAD SONG」
- 28日 - SoulJa「DOGG POUND」

### 3月
- 2日 - スモゥルフィッシュ「風たちぬ夕暮れどきに」（インディーズデビュー）
- 7日 - AKTION「Still Neva Enuff feat. ZEEBRA」
- 7日 - ILLMATIC HEADLOCK「RIDE ON THE MUSIC」
- 7日 - KASHI DA HANDSOME「DIME PIECES」
- 7日 - クノシンジ「クノシンジ」
- 7日 - ★ジョージ★「ゆびきり」
- 7日 - SKUNK SHOT BOOSTER「友へ」
- 7日 - THE SPIN「NEO WAVES」
- 7日 - W-SCORE「Double Score」（インディーズデビュー）
- 7日 - DJ MAYUMI「DJ MAYUMI BERRY JAM MIXED UP!」
- 7日 - Dreamers〜EXILE VOCAL BATTLE AUDITION FINALIST〜「ソングソルジャー～明日の戦士～」
- 7日 - nitt「NEW DAY」
- 7日 - ハリセンボン「ともだちのうた」
- 7日 - ヤッキー中村「焼肉ぶる～す」
- 7日 - 山本梓「あず☆トラ〜うる星やつら ラムのラブソング」
- 7日 - Lisa Halim「Daddy」
- 14日 - wiz-us「通り雨」
- 21日 - 浅野祥「祥風」
- 21日 - 清塚信也「Qualia」
- 21日 - 黒赤ちゃん「少年ユニヴァースの地球儀」
- 21日 - 豚骨ピストンズ「よかろうもん」
- 21日 - FINE LINES「substratosphere」
- 21日 - 藤岡幹大「TRICK DISC」
- 21日 - Little Hippies「TABI-BAN」
- 21日 - ONE☆DRAFT「フルサト」
- 28日 - 林直次郎「hikari-檸檬のころ-」（ソロデビュー）
- 28日 - LOVES.「LUCKY ME」
- ヨシケンバンド[8]

### 4月
- 4日 - WALKABOUT「春音」
- 4日 - Superfly「ハロー・ハロー」
- 4日 - school food punishment「school food is good food」（インディーズデビュー）
- 4日 - START FROM SCRATCH「SUNNY DAY」
- 4日 - 寺尾紗穂「御身 onmi」
- 4日 - Spontania「Positivity」（再デビュー）
- 4日 - the telephones「we are the handclaps E.P.」（インディーズデビュー）
- 4日 - dropz「SWEET OBLIVION」
- 4日 - Local Sound Style「Doing It For The Kids」（インディーズデビュー）
- 11日 - 碧井椿「未来を」
- 11日 - LOVE「LOVEのテーマ」
- 18日 - INFINITY16「Dream Lover」
- 18日 - UME。「レッツ・ゴーコン大作戦」
- 18日 - Scene of Heaven「千歳月」
- 18日 - 高木古都「卒業写真」
- 18日 - 高田なみ「nami ～The good days J-pop～」
- 18日 - 森田葉月「"HAZUKI" -Jazz for the next generation-」（ソロデビュー）
- 18日 - ライトライブ「1+1」
- 25日 - アルケミスト「ミズキリスタート」
- 25日 - ウエンツ瑛士「Awaking Emotion 8/5/my brand new way」（ソロデビュー）
- 25日 - amtm「恋はビヨーン～No Mo-so No Love～」
- 25日 - All Japan Goith「ワーニバル」
- 25日 - ジェームス西田「君だけにこの愛を」
- 25日 - ピストルバルブ「TREASURES 〜世界が終わっても〜」
- 25日 - 馬原美穂「前を向いて」
- 25日 - 結城アイラ「colorless wind」
- 25日 - ONE OK ROCK「内秘心書」（メジャーデビュー）

### 6月
- 6日 - くもりな「ビールどの」
- 6日 - 熊谷尚武「Pride」（ソロデビュー）
- 6日 - 小松優一「星でも眺めよう/Flower〜君という名の花〜」
- 6日 - 高杉さと美「旅人」（歌手デビュー）
- 6日 - nangi「すばらしい想い」
- 6日 - 宙美「ふたりの小舟」
- 6日 - MAKE「MAKE OVER」
- 6日 - レキシ「レキシ」
- 13日 - Gulliver Get「紅い月 〜あの人に愛されますように〜」
- 13日 - 熊猫xiongmao「さくら」
- 13日 - 12012「CYCLONE」（メジャーデビュー）
- 20日 - 阿部芙蓉美「群青」
- 20日 - ギャルル「Boom Boom めっちゃマッチョ!」
- 20日 - 秀々「日本〜Neo Japanesque」
- 20日 - みつき「大切なもの」
- 20日 - you「LIFE〜the first movement〜」（ソロデビュー）
- 27日 - Kanade「Ring The Alarm」
- 27日 - カラーボトル「彩色メモリー」
- 27日 - 西田夢蔵「人生デ☆ラックス」

イダセイコ、Oniki Yuji、カコイミク、高野千恵、橋本ひろし、BIG RON、ゆーきゃん、YUNA、三夏紳、SHORT LEG SUMMER、Liga Oriente、MEN☆SOUL、マンゴー娘、294 (グループ)

### 7月
- 4日 - ERIKA（沢尻エリカ）「FREE」
- 4日 - 花咲ゆき美「哀愁本線/ヤンザ船唄」
- 4日 - KEN-U「夏のそのせい」
- 4日 - 元気ロケッツ「Heavenly Star/Breeze」
- 4日 - monobright「未完成ライオット」
- 4日 - Remark Spirits「Freeway」
- 4日 - ROCK'A'TRENCH「Higher」
- 11日 - アイドリング!!!「ガンバレ乙女（笑）/friend」
- 11日 - alüto「道 〜to you all」
- 11日 - GUAN CHAI「HEART BEAT」
- 11日 - 早川えみ「You and Me and Jazz」
- 11日 - Micro「“HANA唄”」（ソロデビュー）
- 18日 - 大塚ちひろ「恋花火」
- 18日 - SONOMI（メジャーデビュー）「Everyday☆エビデー☆」
- 18日 - lostage「DRAMA」
- 25日 - JING TENG「WAVING」
- 25日 - BREAKERZ「BREAKERZ」
- 25日 - Yacht.「A Day In The Sun」（メジャーデビュー）

かでかるさとし、鎌倉圭、黒川泰子、小泉ニロ、TSUKASA、Tiara、松下奈緒（歌手デビュー）、松本隆博、南明奈、yasu（ソロデビュー）、Rickie-G、ASIA SunRise、GHEEE、金魚（長谷部優〔元dream〕、嘉陽愛子、長澤奈央）、Glean Piece、JABBERLOOP、Jusqu'à Grand-Père、supreme sound recreation、tron、PAN（メジャーデビュー）、ピース、5050、FREEASY BEATS、FLEET、MUSEMENT、metro trip、光上せあらと宮脇詩音、シライシ紗トリ、くのいち☆Girls 彩美唯〜あみゅ〜（立花彩野・稲生美紀・佐藤唯）

### 8月
- 1日 - KAME&L.N.K「BORN TO SMILE」
- 1日 - Hey! Say! 7「Hey! Say!」
- 8日 - Clench & Blistah「THE FIRST ATTACK」
- 8日 - しおり「Heart Flower/約束」
- 8日 - Natural Radio Station「LIFE STYLE」
- 8日 - MASH「天然音源」
- 8日 - ハッチポッチとネロくん「Surfin'Dog」
- 8日 - yanokami「yanokami」
- 15日 - 松本和之「Solid Beat」（ソロデビュー）
- 22日 - 林未紀「アイドルになりたい。」
- 22日 - 光永泰一朗「僕はここにいるよ」
- 22日 - HASYMO「RESCUE」
- 22日 - Mother Ninja「スポンテイニアス」

- 1日 - きら☆ぴか

剣桃太郎、YEBIN、大村孝佳、JONTE、DEL、疋田紗也、BIGGA RAIJI、HOKT、ミトカツユキ、MUNEHIRO、Lisa Halim、underslowjams、the samos、The ROMEO、SS501、Terry&Francisco、twenty4-7、東京ブラススタイル、M2K（インディーズデビュー）、PhilHarmoUniQue、BRIGHT、ROLL DAYS、Alani Ohana Band、A-SIDE、CASSIS、五井道子、紅音、まなみのりさ（インディーズデビュー）

### 9月
- 5日 - ALvino「ALflavor」（メジャーデビュー）
- 5日 - 青山テルマ「ONE WAY」
- 5日 - 奥村初音「恋、花火」
- 5日 - NON STYLE「ニコニコチャンプ」
- 12日 - 和幸「和幸:ゴールデン・ヒッツ」
- 12日 - Q;indivi「ivy;」
- 12日 - J-Min「ころがる林檎」
- 21日 - 小林恵美「スキスキスー2007〜こばえみリズム〜」
- 26日 - Pabo「恋のヘキサゴン」

KAT（Kat McDowell）、COLTEMONIKHA、ハンバート ハンバート、Flatman、PureBOYS

### 10月
- 10日 - 9mm Parabellum Bullet「Discommunication e.p.」（正式デビュー）
- 10日 - Strawberry Record「milc」
- 17日 - SKELT 8 BAMBINO「あらうんどTHEワールド!」
- 19日 - YVE「天使がくれたもの〜It's only love〜」（再デビュー）
- 24日 - 岡野宏典「レモネード」
- 24日 - 加賀美セイラ「カレイドスコープ／孤独のヒカリ」
- 24日 - 清浦夏実「風さがし」
- 24日 - GiFT「勝利ノウタ」
- 26日 - 中納良恵「ソレイユ」（ソロデビュー）
- 31日 - jealkb「誓い」（メジャーデビュー）
- 31日 - JULEPS「旅立つ日〜完全版」

宮崎奈穂子（インディーズデビュー）、ゆうたろう、SANISAI、まるで六文銭のように、Lovers Heal、WAGDUG FUTURISTIC UNITY、Sweep

### 11月
- 7日 - 有村実樹「Mauve〜color of love」
- 7日 - Dew「プレゼント」
- 7日 - CHERRY LYDER「NAMUKINガール」
- 14日 - アテナ&ロビケロッツ「勝利のBIG WAVE!!!」
- 14日 - tomboy「Superstar」
- 14日 - Hey! Say! JUMP「Ultra Music Power」
- 21日 - alan「明日への讃歌」
- 21日 - ON/OFF「永遠の刹那」
- 21日 - KELUN「Astral Lamp」
- 21日 - ディラン&キャサリン「フンダリー ケッタリー」
- 21日 - NICO Touches the Walls「How are you?」
- 28日 - 杉本姉妹「Good Go」
- 28日 - 働木満「働きマン音頭」
- 28日 - 光岡昌美「Hana」
- 28日 - LAST ALLIANCE「Signal 004」（メジャーデビュー）

ESCOLTA（メジャーデビュー）、次原かな（ヒライケンジとのデュエット）、RIKI、club Prince、箱（The Miceteethの次松大助）

### 12月
- 5日 - 新垣結衣「そら」
- 5日 - IKKO「どんだけ〜!の法則」
- 5日 - 依布サラサ「カリキュラム」
- 5日 - 玉手ゆういち「歌と星空」
- 5日 - CHERRYBLOSSOM「DIVE TO WORLD」
- 5日 - delofamilia「quiet life」
- 5日 - THE HELLO WORKS「PAYDAY」
- 5日 - 藤岡藤巻と大橋のぞみ「崖の上のポニョ」

## 結成

### アイドル・ガールズグループ・ボーイバンド
- アテナ&ロビケロッツ（ - 2008年）
- E☆Traps（ - ?）
- エレクトリックリボン
- ガーリシャス（ - 2011年）
- KARA
- キャナァーリ倶楽部（ - 2011年?）
- go!go!ガールズ（ - 2009年）
- Shiny（ - 2007年）
- 少女時代
- 兄弟聯（ - 2009年?）
- SUPERNOVA
- ナナカナ
- バニラビーンズ
- Pabo
- VENUS
- Hey! Say! JUMP
- Hey! Say! BEST
- Buono!
- Wonder Girls

### バンド・音楽グループ・音楽ユニット
- a crowd of rebellion
- R指定（ - 2019年）
- R40
- 紅音
- AQUA5（ - 2010年）
- Acushla（ - ?）
- Acid Black Cherry（ - 2017年）
- あっぷあっぷ（ - 2011年）
- アニマルズ・アズ・リーダーズ
- amazarashi
- AMIAYA
- 絢香×コブクロ（ - 2008年）
- アルト・ジェイ
- alma（ - 2010年）
- アルルカン洋菓子店（ - ?）
- andymori（ - 2014年）
- Unlimited tone
- イヌガヨ
- iMagic.
- 唄奴（ - 2010年?）
- ウルトラタワー（ - 2017年）
- AIDS チャリティ Project（ - 2007年）
- ecosystem（ - 2014年）
- FTISLAND
- オカザイル（ - 2015年）
- Odd Future
- OTOUTA
- オンダ・バガ
- ガールズ（ - 2012年）
- カヴァレラ・コンスピラシー
- 学園祭学園
- カモロ
- COLORFUL
- Galileo Galilei
- カンバラチェ
- がんばれ!Victory（ - 2017年）
- きのこ帝国（ - 2019年）
- キノコホテル
- キャットフィッシュ・アンド・ザ・ボトルメン（ - 2022年）
- キャンゼル（ - 2010年）
- 己龍
- Klan Aileen
- GLIM SPANKY
- 黒猫チェルシー（ - 2018年）
- GEZAN
- GOGOSTAR
- coldrain
- THE KIDDIE（ - 2015年）
- THE FOREVER YOUNG
- ザ・カラー・モラール
- ザ・コレスポンデント（ - 2020年）
- 5zizz（ - ?）
- ザールブリュッケン・カイザースラウテルン・ドイツ放送フィルハーモニー管弦楽団
- 在日ファンク
- SAKANAMON
- サザエオールスターズ
- サンストローク・プロジェクト
- C4
- J Soul Brothers
- 地獄カルテット
- SIMI LAB
- シャムキャッツ（ - 2020年）
- sugardrop
- Chouchou
- Supreme Team（ - 2013年）
- 純烈
- ショートストロー
- SuiseiNoboAz
- 空きっ腹に酒
- the studs
- スティック・メン
- スティル・コーナーズ
- ステレオポニー
- THREE LIGHTS DOWN KINGS
- スルタン・オブ・ザ・ディスコ
- SWANKY DANK
- Saving Molly
- SEIRIOS
- 世界の終わり
- ゾーズ・ダンシング・デイズ
- ソリューション .45
- ゾロ
- 太宰府少年少女うたい隊
- DATSUN320
- W&W
- たんこぶちん
- チーナ
- chaqq
- チャンク!ノー・キャプテン・チャンク!
- Day and Buffalo
- ディエスシアー
- DaizyStripper
- THIS MORNING DAY
- テーム・インパラ
- ザ・ティン・ティンズ
- DESECRAVITY
- 東京カランコロン
- 9GOATS BLACK OUT
- 99RadioService
- NATURAL8
- にこいち
- ねごと
- NoisyCell
- HER NAME IN BLOOD
- Purple Days
- Hi-Fi CAMP
- BOUNTY
- BACK LIFT
- パッション・ピット
- パラサイト・インク
- PSG
- H.E.A.T
- HERO
- vistlip
- ザ・ビッグ・ピンク
- ヴィヴィアン・ガールズ（ - 2014年）
- ヒビキメロヲ
- pupa
- ファースト・エイド・キット
- ファルージャ
- ふくろうず
- Brian the Sun
- fly sleep fly
- BLACK BORDERS
- フランシス・アンド・ザ・ライツ
- Brand New Vibe
- flumpool
- プリコロハウス
- Blueglue
- ブレイク
- フレッシュゴッド・アポカリプス
- フローレンス・アンド・ザ・マシーン
- Vez（ - 2017年）
- HEXVOID
- Venomstrip
- Versailles
- ポタリ
- ポラリスカブ
- marble
- 摩天楼オペラ
- matryoshka
- 蜜
- ミライ・ドライヴ
- MUSASHI'S
- Moymoy Palaboy
- yanokami
- 楊玲楊晶
- Your Friends
- UKZ
- ラスカルズ
- ranai
- LieN
- LIFriends
- LILY HEADS REUNION
- RUDE STOMPERS
- 1.G.K
- ONE☆DRAFT
- ワンパイア
- 1LOVE
- N'夙川BOYS

## 再結成・活動再開
- あみん（6月20日）
- X JAPAN（10月18日）
- おかげ様ブラザーズ
- オブリヴィオン・ダスト（9月8日）
- COKEHEAD HIPSTERS
- J.D.K.BAND（7月）
- SIAM SHADE（11月18日）一日限定
- JUN SKY WALKER(S)（9月2日）
- セックス・ピストルズ（11月）
- D'ERLANGER
- FLYING KIDS（8月18日）
- フラワー・トラベリン・バンド（11月25日）
- レイジ・アゲインスト・ザ・マシーン（1月23日）
- RED WARRIORS

## 活動休止・解散
- OUTSIDE SIGNAL（2月26日）
- unMOMENT
- いもうと（9月）
- 蜉蝣（1月）
- 狩人（12月31日）
- クローバー
- ZARD（事実上の活動停止）
- サディスティック・ミカ・バンド
- SHIP（4月30日）
- Jump5
- ★ジョージ★（12月9日）
- JILS（6月5日）
- Sausage Butterfly Pasta Festa
- DOUBLE DEALER
- CHARCOAL FILTER（7月25日）
- DEF.DIVA
- Def Tech（9月）2010年10月27日再結成
- 5ive（5月20日）
- La'cryma Christi（1月20日）
- Le Couple（2月）
- ロードオブメジャー（7月18日）
- 惑星

## 誕生
- 2007年1月5日（18歳） - 杉浦優來（女優・歌手・ダンサー、lovely²）
- 2007年2月4日（18歳） - メロディー（ ブラジル、歌手・モデル）
- 2007年2月14日（18歳） - 正源司陽子（兵庫県、歌手、日向坂46）
- 2007年3月12日（18歳） - 近藤利樹（大阪府、ウクレレ奏者）
- 2007年3月20日（18歳） - 小久保柚乃（愛知県、女優・歌手・アイドル、私立恵比寿中学）
- 2007年4月23日（18歳） - りきまる（東京都、俳優・歌手、スタメンKiDS）
- 2007年5月10日（18歳） - 柳美舞（福岡県、歌手・アイドル、ばってん少女隊）
- 2007年5月14日（18歳） - 渡辺未優（兵庫県、女優・歌手・ダンサー、lovely²）
- 2007年6月27日（17歳） - 小川彩（千葉県、歌手、乃木坂46）
- 2007年7月10日（17歳） - ヴィキ・ガボール（ ポーランド、歌手）
- 2007年7月15日（17歳） - 羽村仁成（東京都、アイドル、ジャニーズJr.）
- 2007年7月26日（17歳） - 財部友吾（神奈川県、俳優・歌手、スタメンKiDS）
- 2007年7月31日（17歳） - アンジェリカ・ヘイル（ アメリカ合衆国、歌手）
- 2007年8月3日（17歳） - 石川花（北海道、モデル・歌手）
- 2007年8月25日（17歳） - 風見和香（東京都、歌手・アイドル、私立恵比寿中学）
- 2007年9月1日（17歳） - 松本わかな（神奈川県、歌手、アンジュルム）
- 2007年10月6日（17歳） - 伊藤翔真（大阪府、アイドル、関西ジャニーズJr.）
- 2007年11月22日（17歳） - 山下結衣（福岡県、女優・歌手・ダンサー、lovely²）
- 2007年12月8日（17歳） -  宇佐美空来（神奈川県、アイドル、マジカル・パンチライン）

## 死去
- 1月12日 - アリス・コルトレーン（、ジャズピアニスト、*1937年）
- 1月17日 - 井沢八郎（青森県、歌手、*1937年）
- 1月19日 - デニー・ドハーティ（、元ママス&パパスメンバー、*1940年）
- 1月21日 - U;Nee（、歌手・女優、*1981年）
- 1月28日 - カレル・スヴォボダ（、作曲家、*1938年）
- 2月1日 - ジャン＝カルロ・メノッティ（、作曲家、*1911年）
- 2月3日 - 宍戸睦郎（北海道、作曲家・音楽教育者、*1929年）
- 2月6日 - フランキー・レイン（、歌手、*1913年）
- 2月15日 - レイ・エバンズ（、作詞家、*1915年）
- 2月22日 - イアン・ウォーレス（、ドラマー、*1946年）
- 3月7日 - ヒダシュ・フリジェシュ（、作曲家、*1928年）
- 3月9日 - ブラッド・デルプ（、ロックミュージシャン、*1951年）
- 3月14日 - 鈴木ヒロミツ（東京都、歌手・俳優、*1946年）
- 3月17日 - エルンスト・ヘフリガー（、テノール歌手、*1919年）
- 3月19日 - ルーサー・イングラム（、ソウル歌手、*1937年）
- 3月27日 - 植木等（三重県、歌手・俳優・コメディアン、*1927年）
- 3月29日 - 成毛滋（東京都、ギタリスト、*1947年）
- 4月5日 - マーク・セント・ジョン（、ギタリスト、*1956年）
- 4月14日 - ドン・ホー（、ハワイアン歌手、*1930年）
- 4月20日 - アンドリュー・ヒル（、ジャズピアニスト、*1931年）
- 4月20日 - 浅野祥之（北海道、ギタリスト、*1959年）
- 4月27日 - ムスティスラフ・ロストロポーヴィチ（、チェリスト・指揮者、*1927年）
- 4月30日 - グレゴリー・ルマルシャル（、歌手、*1983年）
- 5月6日 - キャリー・ベル（、ブルース・ハーモニカ奏者、*1936年）
- 5月10日 - 山口あかり（長野県、作詞家、*1934年）
- 5月27日 - 坂井泉水（神奈川県、ZARD、*1967年）
- 6月2日 - 羽田健太郎（東京都、作曲家・編曲家・ピアニスト、*1949年）
- 6月11日 - 江村哲二（兵庫県、作曲家、*1960年）
- 7月2日 - ビヴァリー・シルズ（、ソプラノ歌手、*1929年）
- 7月3日 - ブーツ・ランドルフ（、サクソフォーン奏者、*1927年）
- 7月9日 - ジェリー伊藤（ジャズ歌手・俳優、*1927年）
- 7月18日 - ジェリー・ハドリー（、テノール歌手、*1952年）
- 7月30日 - 渡辺護（東京都、音楽評論家、*1915年）
- 8月1日 - 阿久悠（兵庫県、作詞家、*1937年）
- 8月1日 - トミー・メイケム（、フォークソング歌手、*1932年）
- 8月6日 - 松村禎三（京都府、作曲家、*1929年）
- 8月10日 - トニー・ウィルソン（、ファクトリー・レコード創設者、*1950年）
- 8月13日 - ヨーゼフ・シヴォー（、ヴァイオリニスト、*1931年）
- 8月14日 - ティホン・フレンニコフ（、作曲家、*1913年）
- 8月16日 - マックス・ローチ（、ジャズドラマー、*1924年）
- 8月22日 - 富樫雅彦（東京都、ジャズミュージシャン、*1940年）
- 8月26日 - 寺岡真三（京都府、作曲家・編曲家、*1926年）
- 9月3日 - ジャニス・マーティン（、ロカビリー歌手、*1940年）
- 9月6日 - ルチアーノ・パヴァロッティ（、テノール歌手、*1935年）
- 9月11日 - ジョー・ザヴィヌル（、ジャズミュージシャン、*1932年）
- 9月15日 - アルデマーロ・ロメロ（、作曲家、*1928年）
- 10月4日 - 檜山さくら（東京都、俗曲師、*1925年）
- 10月9日 - クルト・シュヴァーエン（、作曲家、*1909年）
- 10月16日 - トシェ・プロエスキ（、歌手、*1981年）
- 10月17日 - テレサ・ブリュワー（、歌手、*1931年）
- 10月18日 - ラッキー・デューベ（、レゲエ歌手、*1964年）
- 10月28日 - ポーター・ワゴナー（、カントリー歌手、*1927年）
- 11月8日 - 石野見幸（兵庫県、ジャズ歌手、*1972年）
- 11月9日 - 竹本貴大夫（大阪府、文楽師、*1948年）
- 11月11日 - 豊澤雛代（大阪府、三味線師、*1921年）
- 11月11日 - 永田貴子（長崎県、作詞家、*1936年）
- 11月15日 - アーザール・ハビブ（、アラブ演歌歌手、*1945年）
- 11月19日 - ケヴィン・ダブロウ（、クワイエット・ライオットのメンバー、*1955年）
- 11月20日 - 三沢郷（福岡県、作曲家、*1928年）
- 12月5日 - カールハインツ・シュトックハウゼン（、作曲家、*1928年）
- 12月12日 - アイク・ターナー（、ロックミュージシャン、*1931年）
- 12月16日 - ダン・フォーゲルバーグ（、ロック歌手、*1951年）
- 12月17日 - ジョエル・ドーン（、プロデューサー、*1942年）
- 12月23日 - オスカー・ピーターソン（、ピアニスト、*1925年）
- 12月25日 - ダン池田（バンドマスター、*1935年）
- 12月26日 - ジョー・ドラン（、歌手、*1939年）

訃報 2007年も参照。